# Lindi (regija)
Lindi  je jedna od 30 regija u Tanzaniji. Središte regije je u gradu Lindi.

## Zemljopis
Regija Lindi nalazi se na jugoistoku Tanzanije na obali Indijskog oceana, prostire se na 67.000 km². Susjedne tanzanijske regije su Pwani na sjeveru, Morogoro na sjevroistoku, Ruvuma na jugozapadu te Mtwara na jugu.

## Stanovništvo
Prema podacima iz 2003. godine u regiji živi 791.306 stanovnika dok je prosječna gustoća naseljenosti 12 stanovnika na km².

## Podjela
Regija je podjeljena na šest distrikta: Liwale, Kilwa, Ruangwa, Nachingwea, Lindi Rural i Lindi Urban